# Манастир Докмир
Манастир Докмир се налази у истоименом селу, на територији општине Уб. Претпоставља се да је саграђен у другој половини 14. века и припада Епархији ваљевској Српске православне цркве. Манастирска црква посвећена Ваведењу Пресвете Богородице представља непокретно културно добро као споменик културе од великог значаја.

## Изглед цркве
Претпоставке да је црква Богородичиног Ваведења манастира у Докмиру саграђена у другој половини 14. века оснажују камена пластика рудиментарних мотива плетеница на допрозорницима као и два стећка (један непосредно уз јужну фасаду, а други као носач часне трпезе).
Ипак, данашња једнобродна грађевина са споља полукружном апсидом, са куполом цилиндричног тамбура ослоњеном на моћне пиластре и таласасто извијених кровних венаца добила је тај облик у великој обнови изведеној 1734. Масивни контрафори уз северну фасаду накнадно су озидани као статичка ојачања, а тек средином 20. векa пред црквом је изграђена скромна припрата. Од старог докмирског иконостаса сачувао је неколико икона које по наглашеном цртежу и експресивности представљају дела конзервативнијих сликара из круга Теодора Стефановића Глоговца или Хаџи Рувима. Престоне иконе, које данас нису у Докмиру, изгледа да су још 1791. поклоњене новој цркви у Миличиници.
Велики углед манастир је уживао од седамдесетих година 18. века, када је оформљена двогодишња школа уметничких заната, у којој су прва иконописна знања стекли значајни сликари тога периода као и личности које су се касније истакле у устанцима за ослобођење од Турака. Сондажна сликарско-конзерваторска истраживања, изведена 1988. године, показала су да под малтером нема остатака живописа.
У недељу 3. фебруара 1991. године у Житомислићу, свечано су сахрањене мошти Житомислићких Новомученика. Затим су паравојне формације Хрватских одбрамбених снага (ХОС) под вођством Блажа Краљевића, половином јуна 1992. године, манастир спалили и срушили. Сестринство са игуманијом Евпраксијом и духовником игуманом Јованом (Недићем) избегло је из манастира неколико седмица пре хрватске агресије. Уточиште су нашли у манастиру Докмир крај Уба. Игуманија Евпраксија је умрла 2007.